# سهره پشت‌زیتونی شلی
سهره پشت‌زیتون شلی (نام علمی: Nesocharis shelleyi)، که همچنین به عنوان سهره پشت‌زیتونی فرناندو پو شناخته می‌شود، یک گونه از سهرگان ریز است که در آفریقا یافت می‌شود. گستره وقوع جهانی ۵۵۰۰۰ کیلومتر مربع است.
در جزیره بیوکو، غرب کامرون و مجاور نیجریه یافت می‌شود. IUCN این گونه را به عنوان کمترین نگرانی طبقه‌بندی کرده‌است.